# جگین
رودخانه جگین یکی از نقاط دیدنی استان هرمزگان در جنوب ایران است.
رودخانه جگین از کوه‌های بشاگرد سرچشمه می‌گیرد و با پیوستن چند رودخانه دیگر از جمله رودخانه انگهران به ان به دریای مکران می‌ریزد. آب این رودخانه شیرین است و در هنگام بارندگی یا رگبارهای کوتاه مقدار قابل توجهی از آب شیرین این رودخانه به دریا سرازیر می‌شود.